# Józef Nowak (Schriftsteller)
Józef Nowak-Radworski (* 5. Januar 1895 in Ostro; † 1. Januar 1978 in Bautzen) war ein sorbischer Pfarrer, Dichter, Dramatiker und Journalist.

## Leben
Józef Nowak wurde 1895 als Sohn eines Bauern in Ostro bei Bautzen geboren. Er besuchte Schulen in Bautzen, Reichenberg und Duppau. Ab 1910 lebte er in Prag. Dort ging er bis 1915 auf das deutschsprachige Gymnasium auf der Kleinseite und studierte anschließend bis 1919 Theologie am Wendischen Seminar, wo er die Lausitzer Studentenvereinigung Serbowka leitete. In den Jahren 1916 und 1919 organisierte Nowak das 42. und das 45. sorbische Studententreffen, die Schadźowanka.
1920 setzte er sein Studium in Paderborn fort. Im selben Jahr wurde Nowak zum Priester geweiht. Anschließend diente er bis 1923 in der katholischen Pfarrei in Crostwitz. Zudem engagierte er sich in der Domowina und wurde 1921 Mitglied der sorbischen wissenschaftlichen Gesellschaft Maćica Serbska. 1922 wurde Nowak Chefredakteur der sorbischen Literaturzeitschrift Łužica. Von 1923 bis 1927 diente Nowak als Priester in Zittau und anschließend bis 1930 in Bautzen. Von 1927 bis 1931 war er Chefredakteur der katholisch-sorbischen Zeitschrift Katolski Posoł.

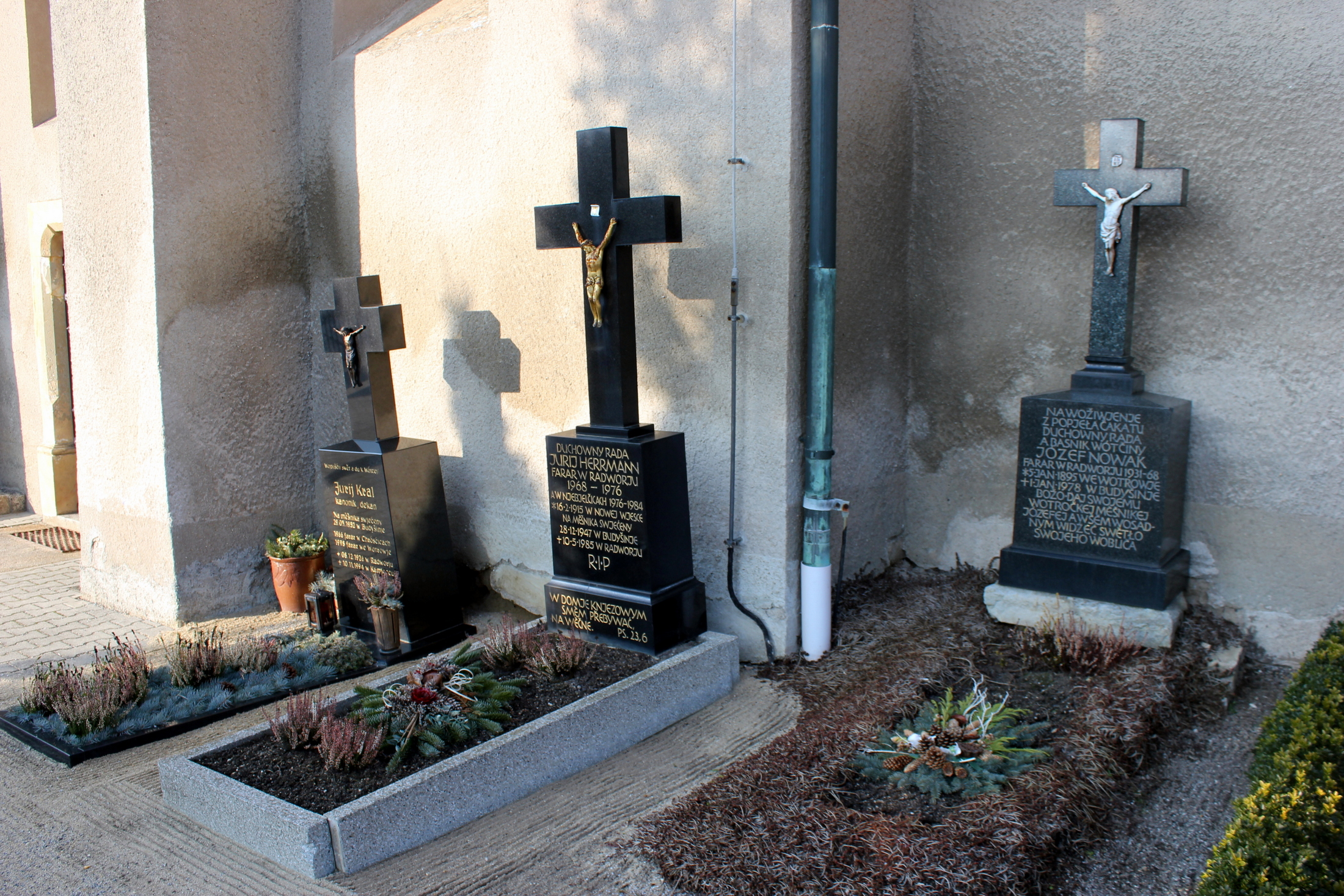
Grab auf dem Radiborer Friedhof an der Kreuzkirche

1931 wurde Nowak zum Rektor der katholischen Pfarrei Radibor ernannt. Dort diente er zunächst bis 1940, anschließend wurde er auf Drängen der NS-Behörden seines Amtes enthoben und wurde Kaplan an der Hofkirche Dresden. 1944 wurde Nowak von der GeStaPo verhaftet, da er sich nicht der Ideologie des Nazi-Regimes unterordnete. Nach dem Ende des Zweiten Weltkrieges kehrte er nach Radibor zurück und wurde wieder Rektor, bis er sich 1968 zur Ruhe setzte. 1959 wurde Nowak ein weiteres Mal Chefredakteur des Katolski Posoł.
Im Jahr 1970 wurde Nowak mit dem Ćišinski-Preis ausgezeichnet. Zehn Jahre nach seinem Tod wurde ihm das 1988 ausgerichtete Internationale Fest der sorbischen Poesie gewidmet. Erneut wurde ihm das 2015 ausgerichtete Fest anlässlich seines 120. Geburtstages gewidmet.

## Werke
- Posledni kral, Drama, 1916
- Z duchom Swobody, Gedichtsammlung, 1919
- Lubin a Sprjewja, Gedicht, 1928
- Na cuzej zemi, Gedicht, 1956

## Nachweise
1. 1 2  Das 37. internationale Fest der sorbischen Poesie. In: oberlausitz-leben.de. Oberlausitz-Leben, abgerufen am 24. Oktober 2017.
2. ↑  Andreas Kirschke: Wer war Józef Nowak? In: Sächsische Zeitung. 23. Juni 2015, abgerufen am 2. Mai 2020.

| Personendaten    | Personendaten                  |
| ---------------- | ------------------------------ |
| NAME             | Nowak, Józef                   |
| ALTERNATIVNAMEN  | Nowak-Radworski, Józef         |
| KURZBESCHREIBUNG | sorbischer Pfarrer und Dichter |
| GEBURTSDATUM     | 5. Januar 1895                 |
| GEBURTSORT       | Ostro                          |
| STERBEDATUM      | 1. Januar 1978                 |
| STERBEORT        | Bautzen                        |